# Театр Романа Віктюка
Театр Романа Віктюка (рос. Театр Романа Виктюка) — російський драматичний театр, розташований у Москві. Авторський театр російського режисера українського походження Романа Віктюка, який був його засновником, головним режисером і художнім керівником.

## Історія
У 1996 році театр отримав статус державного і власну будівлю на вулиці Строминка — побудована в 1929 році за проєктом Костянтина Мельникова будівля колишнього Будинку культури імені І. В. Русакова, що стала однією з найбільш відомих пам'яток архітектури радянського авангарду. Однак тривалий час вистави театру йшли на різних московських майданчиках, оскільки будівля потребувала капітальної реставрації, яка почалася тільки в кінці 2012 року.
21 травня 2012 року директором Театру Романа Віктюка була призначена актриса театру і кіно Ірина Апексимова. Пропрацювавши в театрі майже три роки, вона 9 квітня 2015 року пішла з посади його директора, заявивши, що має намір зосередитися на роботі в Театрі на Таганці, директором якого вона стала 6 березня 2015 року. Новим директором Театру Романа Віктюка був призначений Валерій Райков.
25 березня 2015 року мер Москви Сергій Собянін разом з Романом Віктюком побував в будівлі театру, де завершилася реставрація. Там Роман Віктюк повідомив, що працювати на власній сцені театр почне у вересні, а для прем'єрного показу планується трагедія «Федра» Марини Цвєтаєвої.
За наказом художнього керівника Костянтина Богомолова, з липня 2024 року театр перейменовано у «Театр-сцену Мельникова» (за іменем архітектора будівлі), з репертуару прибрано усі вистави Романа Віктюка.

## Трупа театру
| - Дмитро Бозін - Людмила Погорєлова - Катерина Карпушина - Олег Ісаєв - Олександр Дзюба - Ігор Неведров - Іван Іванович - Марія Казначеєва - Станіслав Мотирєв - Марія Матто - Сергій Захарін - Костянтин Авдєєв - Павло Новіков | - Наїль Абдрахманов - Олеся Бикодерова - Дмитро Голубєв - Антон Даниленко - Кирило Козуб - Микита Косточко - Олексій Литвиненко - Олег Мішук - Анна Нахапетова - Олексій Нестеренко - Іван Никульча - Анна Подсвірова - Михайло Половенко | - Юрій Пономаренко - Михайло Руденко - Олександр Солдаткін - Євгенія Соляних - Іван Степанов - Анатолій Степанюк - Дмитро Тадтаев - Ігор Тенсін - Олександр Титаренко - Михайло Урянський - Аделія Абдулова |

## Вистави
- 1988 — «Покоївки» Жана Жене
- жовтень 1997 — «Путани» Ніно Манфреді
- 28 квітня 1998 — «Саломея» Оскара Вайлда
- 25 жовтня 2001 — «Майстер і Маргарита» Михайла Булгакова
- 1 січня 2004 — «Нетутешній сад. Рудольф Нурієв», за п'єсою Азата Абдулліна
- 20 червня 2005 — «Останнє кохання Дон Жуана» Еріка Шмітта
- 28 жовтня 2006 — «Покоївки» (театральний ритуал), за п'єсою Жана Жене
- 5 травня 2007 — «Кіт у чоботях» Михайла Кузміна (казка у стилі реп)
- 15 червня 2009 — «R&J. Ромео і Джульєтта», за мотивами п'єси Вільяма Шекспіра «Ромео і Джульєтта»[8]
- 16 листопада 2009 — «Фердинандо» Аннібалле Ручелло[9]
- 28 жовтня 2010 — «Король-Арлекін» Рудольфа Лотара
- 28 жовтня 2011 — «Підступність і кохання» Фрідріха Шиллера
- 28 жовтня 2012 — «Маскарад Маркіза де Сада» (театральна фантазія) Андрія Максимова
- 28 жовтня 2013 — «Незрівнянна!» Пітера Квілтера
- 27 жовтня 2014 — «На початку і в кінці часів» Павло Арьє
- 2015 — «Федра» (містерія духу) Марини Цвєтаєвої
- 26 липня 2016 — «Венеційка» (комедія масок) за п'єсою невідомого автора XVI століття
- 28 жовтня 2016 — «І раптом минулого літа» Теннессі Вільямс
- 29 листопада 2017 — «Мандельштам» Дона Нігро
- 21 вересня 2018 — «Коханням не жартують» Альфреда Де Мюссе
- 1 березня 2019 — «Дрібний біс» Федора Сологуба.

## Архівні вистави
- «Антоніо фон Ельба» Ренато Майнарді
- «Вісім люблячих жінок» за мотивами п'єси Робера Томи та фильму Франсуа Озона
- «Давай займемося сексом» Валентина Красногорова
- «Двоє на гойдалках» Вільяма Гібсона
- «Механічний апельсин» за романом Ентоні Берджеса[10]
- «Запах легкої засмаги» Данила Гурьянова
- «Коза, або Сільвія — хто ж вона?» Едварда Олбі
- «Лоліта», п'єса Едварда Олбі за (за романом Володимира Набокова)
- «Кохання з придурком» Витторіо Франческі
- «М. Баттерфляй», за п'єсою Девіда Вона
- «Маленькі подружні ігри» Габріелі Запольської
- «Маскарад Маркіза де Сада»
- «Мою дружину звуть Моріс» Раффі Шарта
- «Незбагненна жінка, яка живе у нас» Ханоха Левіна
- «Осінні скрипки» Іллі Сургучова
- «Пробудження весни» Франка Ведекінда
- «Сергій і Айседора» за віршами та біографічними матеріалами Сергія Єсеніна та книгою Ісідори Дункан «Моє життя»
- «Філософія в будуарі» Маркіза де Сада
- «Чайка» Антона Чехова; постановка Павла Карташева[11]
- «Едіт Піаф» Ксенії Драгунської
- «Тінь Ліра» Вільяма Шекспіра.